# Tomasz Przerwa
Tomasz Krzysztof Przerwa (ur. 1973) – polski historyk, doktor habilitowany specjalizujący się w historii XIX i XX w. oraz historii Śląska.

## Życiorys
Studiował historię na Uniwersytecie Wrocławskim, którą ukończył w 1997 obroną pracy magisterskiej pt. Srebrna Góra 1921-1922, napisaną pod kierunkiem prof. dra hab. Marka Czaplińskiego. Podjął następnie studia doktoranckie, uzyskując w 2001 stopień naukowy doktora nauk humanistycznych w zakresie historii o specjalności: historia powszechna XX w., historia Śląska XIX i XX w., historia turystyki na podstawie rozprawy: Trzy studenckie organizacje górskie (1882–1945): Verband der Gebirgsverein an der Eule – Federacja Towarzystw Górskich przy Sowie, Waldenburger Gebirgsverband – Wałbrzyska Federacja Górska, Zobtengebirgsverein – Towarzystwo Ślężańskie. Próba charakterystyki, napisanej pod kierunkiem prof. Czaplińskiego. Pracuje jako adiunkt w Zakładzie Historii Śląska Instytutu Historycznego.
W swojej pracy naukowej zajmuje się badaniami dotyczącymi ruchu turystycznego i wypoczynku zimowego w Sudetach przed 1945 r., śląskiego transportu i komunikacji, kwestii społeczno-politycznych na Śląsku w XIX i XX w., przeszłości Srebrnej Góry. W 2012 opublikował pracę habilitacyjną o turystyce zimowej w Sudetach przed 1945.
Od 2019 Tomasz Przerwa jest redaktorem naczelnym „Śląskiego Kwartalnika Historycznego «Sobótka»” pisma Wrocławskiego Towarzystwa Miłośników Historii, oddziału PTH.
Ważniejsze stypendia i wyjazdy zagraniczne: Monachium (2000), Praga (2004, 2005), Instytut Herdera, Marburg (2005), Fritz Stern-Stiftung, Berlin (2006), Deutscher Akademischer Austauschdienst, Lipsk (2010), Uniwersytet Techniczny, Drezno (2015), Schlesische Begegnungen, Haus Schlesien Königswinter (corocznie 2016–2019).

## Wybrane publikacje
- Silberberg 1921-1922, Hamburg 2001.
- Dzieje Srebrnej Góry, Kraków-Bielsko-Biała 2001.
- Kolej Sowiogórska, współautor: Michał Jerczyński, Srebrna Góra 2002.
- Odkryli dla nas piękno gór. Trzy śląskie organizacje górskie (1882–1945): Verband der Gebirgsvereine an der Eule, Waldenburger Gebirgsverband, Zobtengebirgsverein, Toruń 2003.
- Dzieje Śląska, współautor: Piotr Pregiel, Wrocław 2005.
- Wędrówka po Sudetach: Szkice z historii turystyki śląskiej przed 1945 r., Wrocław 2005.
- W cieniu Wielkiej Sowy. Monografia Gór Sowich, pod red. T. Przerwy, Dzierżoniów 2006.
- Dzierżoniów: wiek miniony, współautor Sebastian Ligarski, Wrocław 2007.
- Twierdza srebrnogórska, współautor: Grzegorz Podruczny, Srebrna Góra 2006.
- Twierdza srebrnogórska II. Wojna 1806–1807 – miasteczko, współautor: G. Podruczny, Wrocław 2008.
- Twierdza srebrnogórska II. Miasteczko i fortyfikacje, współautor: G. Podruczny, Wrocław 2010.
- Twierdza Srebrna Góra, współautor: G. Podruczny, Warszawa 2010.
- Między lękiem a zachwytem. Sporty zimowe w śląskich Sudetach i ich znaczenie dla regionu (do 1945 r.), Atut, Wrocław 2012, ISBN 978-83-7432-823-4.